# Stadion Hirka w Iwano-Frankiwsku
Stadion "Hirka" (ukr. Стадіон «Гірка») – wielofunkcyjny stadion w Iwano-Frankiwsku na Ukrainie. Domowa arena klubu Tepłowyk Iwano-Frankiwsk.

## Historia
Stadion Sokół II w Stanisławowie został zbudowany w 1927 roku i prezentował miejscowe Towarzystwo Sportowe o tej samej nazwie. Stadion był pierwszym stadionem w Stanisławowie na którym była zbudowana pierwsza bieżnia. Do 1939 stadion był domową areną klubu Strzelec Górka Stanisławów, który do 1934 nazywał się Górka Stanisławów. Z przyjściem wojsk radzieckich we wrześniu 1939 na stadion przeszedł pod własność Towarzystwa Sportowego "Łokomotyw" (Kolejarz), tak jak znajdował się w pobliżu Głównego Dworca. Od 1940 do 1987 roku występowała na drużyna Łokomotyw Iwano-Frankiwsk, również stadion zmienił nazwę na Łokomotyw (ukr. «Локомотив»). W latach 90. XX wieku nastąpił upadek stadionu. Chociaż nadal rozgrywane były mecze piłkarskie, jednak nie było prawdziwego gospodarza areny. W 2000 roku stadion stał się własnością miejskiej spółdzielni "Teplokomunenergo". Na koszty firmy wykonano remonty, zakupiono elektroniczną tablicę wyników, zamontowano plastikowe siedzenia i poddasze nad centralną trybuną. Nazwa stadionu została przywrócona do historycznej Hirka (pol. Górka), w nawiązaniu do nazwy dzielnicy, w której znajduje się. Od 2000 na stadionie rozgrywa swoje mecze drużyna amatorska Tepłowyk Iwano-Frankiwsk. Stadion może pomieścić 2 400 widzów, w tym 342 siedzeń indywidualnych.